# Everard van Weede van Dijkveld (1775-1844)

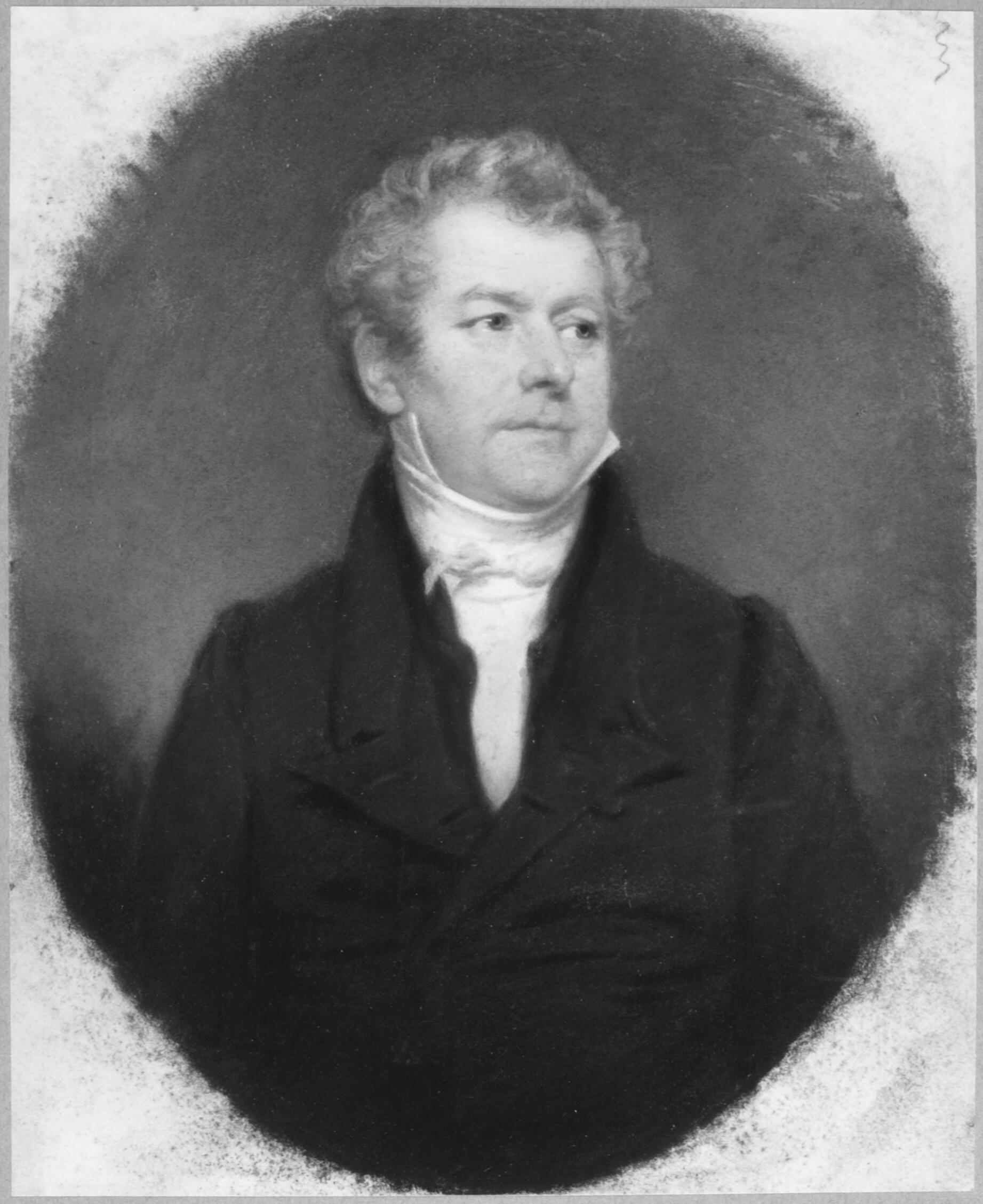
Everard van Weede van Dijkveld

Jhr. Everard van Weede van Dijkveld (Amsterdam, 6 januari 1775 – 's-Gravenhage, 26 maart 1844) was, van 18 november 1817 tot 8 oktober 1842, de tweede griffier van de Eerste Kamer der Staten-Generaal. Hij was met een dienst van 25 jaar een van de langstzittende griffiers die de Eerste Kamer gekend heeft. Na zijn griffierschap was hij ruim een jaar, tot zijn dood, Eerste Kamerlid.

## Levensloop
Van Weede van Dijkveld was een telg uit een Amsterdams regentengeslacht. Zijn geloofsrichting was Waals Hervormd. Hij was een zoon van Hendrik Maurits van Weede, regent/magistraat te Utrecht en Cornelia Straalman. Vanaf 1793 was hij heer van Dijkveld en Rateles en vanaf 1797 heer van Lutteke Weede. Hij studeerde vanaf 1798 Romeins en hedendaags recht aan de Hogeschool te Utrecht (niet voltooid). Op 8 maart 1801 huwde hij met Cornelia Maria van Lennep.
Hij was lid van de Ridderschap van Utrecht, lid van de Militieraad en lid van de districtscommissie Fonds tot aanmoediging van de gewapende dienst in de Nederlanden. Hij maakte deel uit van de Grote Vergadering van Notabelen, die in 1814 oordeelde over de ontwerp-Grondwet. 
Van 1814 tot 1816 was hij lid van de Stedelijke Raad Amsterdam en van 1817 tot 1842 griffier van de Eerste Kamer. Hij besloot zijn loopbaan als een door koning Willem II benoemd Eerste Kamerlid, maar was door ziekte vrijwel nooit aanwezig.